# Озей, Бастьен
Бастье́н Озе́й (фр. Bastien Auzeil; род. 22 октября 1989, Пон-де-Бовуазен) — французский легкоатлет, специалист по многоборьям. Выступает за сборную Франции по лёгкой атлетике с 2011 года, серебряный призёр Универсиады, многократный победитель и призёр первенств национального значения, участник летних Олимпийских игр в Рио-де-Жанейро.

## Биография
Бастьен Озей родился 22 октября 1989 года в коммуне Ле-Пон-де-Бовуазен департамента Изер. Сын известной французской метательницы копья Надин Озей, участницы трёх Олимпийских игр.
Учился в Гренобльской школе менеджмента и в Университете Жозефа Фурье в Гренобле.
Впервые заявил о себе в лёгкой атлетике на международном уровне в сезоне 2011 года, когда вошёл в состав французской национальной сборной и выступил на молодёжном европейском первенстве в Остраве, где в программе десятиборья занял итоговое 13-е место.
В 2012 году в семиборье одержал победу на зимнем чемпионате Франции, в десятиборье стал серебряным призёром на летнем чемпионате Франции.
В 2013 году был вторым в зачёте французского национального чемпионата, победил на домашних Играх франкофонов в Ницце.
В 2014 году на Кубке Европы по легкоатлетическим многоборьям в Торуне стал седьмым в личном зачёте и помог своим соотечественникам выиграть бронзовые медали командного зачёта.
В 2015 году показал шестой результат в семиборье на чемпионате Европы в помещении в Праге, в десятиборье получил серебряную награду на летней Универсиаде в Кванджу, уступив здесь только бельгийцу Томасу ван дер Платсену, с результатом в 8093 очка занял 13-е место на чемпионате мира в Пекине.
Став чемпионом Франции в десятиборье, в 2016 году удостоился права защищать честь страны на летних Олимпийских играх в Рио-де-Жанейро — набрал в сумме всех дисциплин 8064 очка, расположившись в итоговом протоколе соревнований на 13-й строке.
После Олимпиады в Рио Озей остался в состав легкоатлетической сборной Франции и продолжил принимать участие в крупнейших международных стартах. Так, в 2017 году он выступил на чемпионате Европы в помещении в Белграде, занял 15-е место на чемпионате мира в Лондоне.
В 2019 году вновь выиграл чемпионат Франции в десятиборье, участвовал в командном чемпионате Европы по легкоатлетическим многоборьям в Таллине, где закрыл десятку сильнейших личного зачёта и стал шестым в командном зачёте.